# Aussi profond que l'océan
Pour plus de détails, voir Fiche technique et Distribution.
Aussi profond que l'océan (The Deep End of the Ocean) est un film américain réalisé par Ulu Grosbard, sorti en 1999. Il s'agit de l'adaptation du roman éponyme (en) de Jacquelyn Mitchard (en) (1996).

## Synopsis
En 1988, à Madison dans le Wisconsin, Pat Cappadora et son épouse Beth mènent une vie heureuse avec leurs trois enfants Vincent, Ben et Kerry. Un jour, Ben leur fils cadet de trois ans disparaît dans la foule à l'occasion d'une réunion d'anciens élèves de lycée à laquelle sa mère était conviée. La police est alertée, mais malgré les efforts déployés par la brigade commandée par Candy Bise, les recherches n'aboutissent pas. Les jours passent, puis les mois, pour autant Ben reste introuvable. Après dix ans passés à essayer de vivre malgré tout sans lui, un jeune garçon de treize ans vient un jour sonner à la porte du domicile des Cappadora. Celui-ci, nommé Sam Karras, habite le quartier et vient proposer ses services pour tondre les pelouses. Beth est alors troublée par le jeune garçon qui ressemble étrangement à Ben.
Ben retourne vivre avec ses parents mais sa réintégration cause beaucoup de tort à la famille, donc ils décident finalement de le ramener vivre avec son père adoptif. Donc leur mariage en souffre beaucoup et ils commencent à dormir dans des lits séparés.
Une nuit, Vincent qui est devenue un adolescent troublant et distant de sa famille se fait arrêter après un accident en état d'ivresse.
Vincent qui se sent toujours coupable de ne pas avoir surveiller Ben durant la réunion, de lui avoir lâché la main et de lui avoir dit de s'en aller est pardonné par Sam. Sam lui dit qu'il a décidé de retourner vivre chez les Cappadoras. Ils jouent au basketball, en pariant que le perdant devra faire monter les bagages de Sam à la maison. Beth et Pat, réconciliés, les regardent derrière la fenêtre heureux.

## Fiche technique
Sauf indication contraire, les informations mentionnées dans cette section peuvent être confirmées par la base de données cinématographiques IMDb,  présente dans la section « Liens externes ».
- Titre original : The Deep End of the Ocean
- Titre français : Aussi profond que l'océan
- Réalisation : Ulu Grosbard
- Scénario : Stephen Schiff, d'après le roman The Deep End of the Ocean de Jacquelyn Mitchard (1996)
- Musique : Elmer Bernstein
- Décors : Dan Davis
- Photographie : Stephen Goldblatt
- Montage : John Bloom
- Production : Kate Guinzburg et Steve Nicolaides

Production déléguée : Frank Capra III
- Société de production : Mandalay Entertainment
- Sociétés de distribution : Columbia Pictures, Sony Pictures Entertainment Motion Picture Group
- Pays de production :  États-Unis
- Langue originale : anglais
- Format : couleur (Technicolor) - 1,85 : 1 - son Dolby Digital SDDS
- Genre : drame
- Durée : 105 minutes
- Dates de sortie :
  - États-Unis : 12 mars 1999
  - Belgique, France : 5 mai 1999

## Distribution
- Michelle Pfeiffer (VF : Emmanuelle Bondeville) : Beth Cappadora
- Treat Williams (VF : Pierre Dourlens) : Pat Cappadora
- Whoopi Goldberg (VF : Maïk Darah) : Candy Bise
- Jonathan Jackson (VF : Alexis Tomassian) : Vincent Cappadora, à 16 ans
  - Cory Buck : Vincent Cappadora, à 7 ans
- Ryan Merriman : Sam Karras / Ben Cappadora, à 12 ans
  - Michael McElroy : Ben Cappadora, à 3 ans
- John Kapelos (VF : Gabriel Le Doze) : George Karras
- Alexa Vega (VF : Kelly Marot) : Kerry Cappadora
- Michael McGrady : Jimmy Daugherty
- Brenda Strong (VF : Françoise Cadol) : Ellen
- Tony Musante : le grand-père Angelo
- Rose Gregorio (VF : Danielle Volle) : la grand-mère Rosie
- Lucinda Jenney : Laurie
- John Roselius : le chef Bastokovich
- K.K. Dodds (VF : Virginie Mery) : la tante Theresa
- Olivia Summers : Cecil Lockhart
- Wayne Duvall : McGuire
- Robert Clotworthy : un journaliste

## Édition
Le film est disponible en DVD en 1999, édité par Columbia Home Video en version anglaise et française.